# 船舶暨海洋產業研發中心
財團法人船舶暨海洋產業研發中心（英語：Ship And Ocean Industries R&D Center (SOIC)、簡稱船舶中心）是中華民國一個公設財團法人機構。其前身為「聯合船舶設計發展中心」，於1976年7月1日由中華民國經濟部、中華民國國防部及中華民國交通部共同發起成立。
成立之初，由台灣國際造船、台灣中油、海軍總司令部、中國驗船中心、台灣機械、陽明海運，以及當時的基隆港務局與高雄港務局（兩者已於2012年合併改制為臺灣港務公司）等單位共同捐助。
船舶中心的主要目的為發展造船業，提昇國內造船工業水準，並接受公民營機構委託，辦理有關造船、航運與海洋事業發展規劃及技術諮詢顧問工作，涵蓋船舶設計、技術服務及研究發展等主要任務。

## 組織架構
- 董事會 / 董事長
  - 監察人
  - 稽核室
  - 執行長室
    - 產業發展委員會
    - 產業推動辦公室
    - 專案室
    - 海洋產業處
      - 遊艇遊憩組
      - 綠能技術組
      - 海洋能源組
      - 系統整合組
      - 裝備開發組

    - 船舶產業處
      - 文件工程組
      - 工程發展組
      - 技服組
      - 資戰組
      - 業務組
      - 艤裝組
      - 輪機組
      - 電機組
      - 結構組
      - 基設組

    - 行政企劃處
      - 企推管考組
      - 人資組
      - 總務組

    - 資訊室
    - 會計室

## 歷任主管
歷任董事長
| 任別   | 姓名   | 上任日期  | 備註                                |
| ------ | ------ | --------- | ----------------------------------- |
| 1      | 蔣堅忍 | 1976年7月 |                                     |
| 2      | 韋永寧 | 1985年7月 |                                     |
| 3      | 羅 錡  | 1994年7月 |                                     |
| 4      | 李英明 | 1997年7月 |                                     |
| 5      | 陳義男 | 2000年7月 | 兼任執行長（2000年8月 — 2006年7月） |
| 6      | 黃正利 | 2009年2月 | 兼任執行長（2009年2月 — 2010年7月） |
| 7      | 蔡宗亮 | 2010年7月 |                                     |
| 8      | 劉金源 | 2015年1月 |                                     |
| 9      | 邱逢琛 | 2017年8月 | 兼任執行長（2018年5月 — 2019年3月） |
| 來源： |        |           |                                     |

歷任執行長
| 任別   | 姓名   | 上任日期  | 備註                 |
| ------ | ------ | --------- | -------------------- |
| 1      | 厲汝尚 | 1981年3月 | 當時職稱為「總經理」 |
| 1      | 厲汝尚 | 1994年7月 | 職稱易名為「執行長」 |
| 2      | 張達禮 | 1988年8月 |                      |
| 2 兼任 | 陳義男 | 2000年8月 | 董事長兼任           |
| 2 代行 | 黃正利 | 2006年7月 | 副執行長代理         |
| 3      | 黃正利 | 2007年4月 | 公開遴選             |
| 3      | 黃正利 | 2010年7月 | 董事長兼任           |
| 4      | 邱逢琛 | 2010年7月 | 公開遴選             |
| 4 兼任 | 蔡宗亮 | 2013年7月 | 董事長兼任           |
| 5      | 柯永澤 | 2013年9月 | 公開遴選             |
| 6 代行 | 陳錦福 | 2017年8月 | 副執行長代理         |
| 7 兼任 | 邱逢琛 | 2018年5月 | 董事長兼任           |
| 8      | 周顯光 | 2019年4月 | 公開遴選             |
| 來源： |        |           |                      |

## 外部連結
- 船舶暨海洋產業研發中心 （页面存档备份，存于）